# 조피아 폰 합스부르크로트링겐
조피아 폰 합스부르크로트링겐(Zsófia von Habsburg-Lothringen, 2001년 1월 12일 ~ )은 헝가리계 오스트리아인 합스부르크로트링겐가 일원이다.